# Soul Train
Soul Train ist eine US-amerikanische Fernsehsendung, die 1970 von dem Produzenten und Moderator Don Cornelius bei WCIU-TV, einem lokalen Chicagoer Fernsehsender, präsentiert und ab 1971 über die Syndication landesweit wöchentlich am Spätnachmittag gesendet wurde. Soul Train war die erste amerikanische Show, die hauptsächlich ein schwarzes Publikum ansprach.
In ihrer 35-jährigen Geschichte traten in der Show hauptsächlich Rhythm and Blues, Soul und Hip-Hop-Künstler auf, aber auch Funk-, Jazz-, Disco- und Gospel-Künstler sowie weiße Künstler wie David Bowie oder Elton John. Wichtigstes Element der Show waren die Line-Dancer, die zur Identität und Beliebtheit der Show beitrugen.
Die Produktion wurde 2006 eingestellt, aber die Serie noch zwei weitere Jahre mit einer Wiederholungsserie, The Best of Soul Train, fortgesetzt. Die Sendung gehörte über drei Jahrzehnte zu den erfolgreichsten Fernsehsendereihen in den Vereinigten Staaten. Wegen der gesellschaftlichen Bedeutung und Ausstrahlung ist die Sendung mittlerweile zur TV-Legende geworden.

## Geschichte

### Ursprung

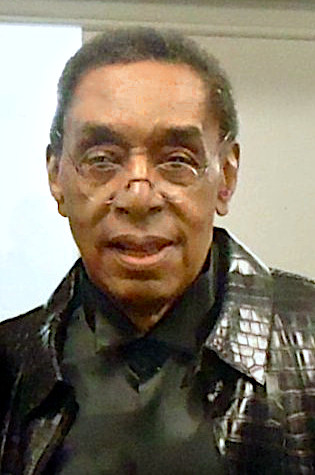
Don Cornelius beim 40. Jubiläum von Soul Train 2010

Der Ursprung von Soul Train kann bis ins Jahr 1965 verfolgt werden, als WCIU-TV, eine neu gegründete Fernsehstation in Chicago, begann, zwei Tanz-Programme für Jugendliche zu senden: Kiddie-a-Go-Go und Red Hot and Blues. Diese Programme, speziell das letztere, das eine Gruppe von mehrheitlich schwarzen Tänzern ins Studio brachte, setzte den Maßstab für das Programm des Senders für die nächsten Jahre. Don Cornelius, damals Nachrichtensprecher und Aushilfs-Disc-Jockey beim Chicagoer Radiosender WVON, wechselte 1967 als Nachrichten- und Sportreporter zu WCIU. Cornelius veranstaltete außerdem eine Konzert-Tour mit lokalen Talenten durch Chicagoer Highschools und nannte seine Reisekarawane „The Soul Train“. WCIU-TV wurde auf seine externen Aktivitäten aufmerksam und gab ihm 1970 die Möglichkeit seine Road-Show ins Fernsehen zu bringen.
Nachdem man einen Sponsorvertrag mit dem Chicagoer Handelsunternehmen Sears, Roebuck & Co. abgeschlossen hatte, ging Soul Train am 17. August 1970 bei WCIU-TV als eine Nachmittags-Live Show auf Sendung. In der ersten Sendung traten Jerry Butler, die Chi-Lites, und die Emotions als Gäste auf. Auch nachdem die Show nach Hollywood wechselte, lief sie lokal in Chicago bis 1979 weiter. Cornelius wurde dabei von Clinton Ghent, einem lokalen professionellen Tänzer, unterstützt, der in frühen Sendungen auftrat, bevor er im Hintergrund als Produzent und Ersatzmoderator wirkte.

### Übergang zu Syndikation

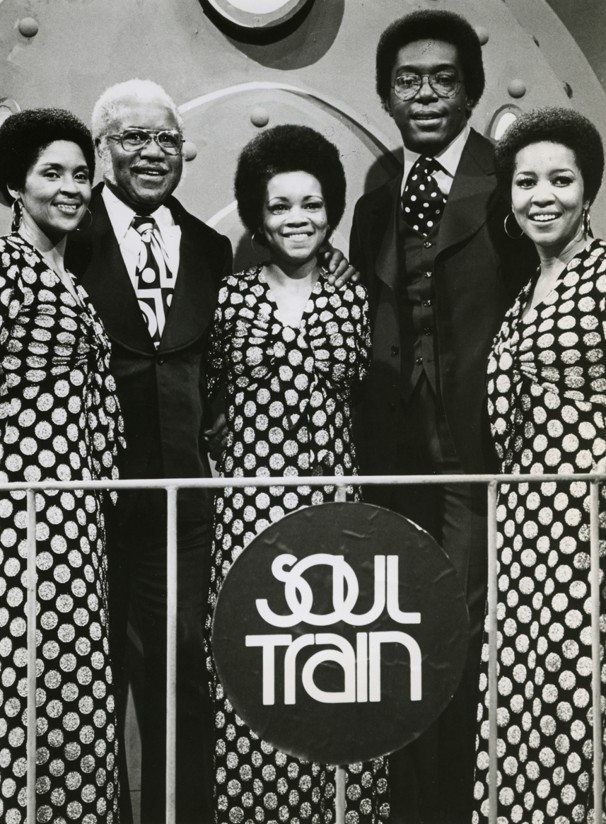
Soul-Train-Showmaster Don Cornelius (zweiter von rechts) mit The Staple Singers, 1974

Der unmittelbare Erfolg der Sendung zog die Aufmerksamkeit einer weiteren Chicagoer Firma auf sich, der Johnson Products Company, dem Hersteller der Afro Sheen Haar-Pflege-Produkte, speziell für Afro-Amerikaner. Cornelius gründete seine eigene Produktionsfirma und beschloss gemeinsam mit der Firma Johnson das Programm für die nationale Syndikation zu erweitern. Cornelius und die Verwertungsgesellschaft planten eine Ausstrahlung auf 24 Sendern außerhalb Chicagos aber zunächst kauften nur sieben Fernsehstationen in Atlanta, Cleveland, Detroit, Houston, Los Angeles, Philadelphia und San Francisco die Sendung, die ab dem 2. Oktober 1971 wöchentlich ausgestrahlt wurde. Nach dem Ende der ersten Saison lief Soul Train auch in den anderen 17 Stationen. Gleichzeitig wechselte die Produktion von Chicago nach Hollywood in die Metromedia Square-Studios, wo sie bis zum Ende blieb. Bis 1976 wurde aber weiterhin die lokale Version durch den Chicagoer Sender WCIU-TV ausgestrahlt, die von dem Choreografen Clinton Gent, einem Mitarbeiter Cornelius’, präsentiert wurde.
Ab 1985 übernahm die Chicagoer Tribune Entertainment den Syndikations-Vertrag und führte ihn weiter bis zum Ende der regulären Ausstrahlung.

### Spätere Jahre
Don Cornelius beendete seine Arbeit als Showmaster zum Ende der 22. Saison im Jahr 1993, wirkte aber als kreative Kraft hinter der Bühne. Ab dem folgenden Herbst übernahmen in wöchentlichen Rhythmus verschiedene Gastmoderatoren die Sendung, bis der Comedian Mystro Clark die Sendung ab 1997 für zwei Jahre moderierte. Clark wurde 1999 durch Shemar Moore ersetzt, der wiederum 2003 von Dorian Gregory abgelöst wurde, der die Show bis zum Ende der Produktion 2006 moderierte.
Cornelius beendete die Produktion neuer Folgen zum Ende der Saison 2005/06, dem 35. Jahr. Ab der folgenden Saison wurden für zwei Jahre unter dem Namen The Best of Soul Train alte Folgen aus den Jahren 1974 bis 1987 ausgestrahlt. Zu dieser Zeit sank die Popularität der Sendung bereits, sodass einige Stationen die Sendung vom populären Sendeplatz am Sonntagnachmittag auf einen Nachttermin verschoben. Mit der Schließung von Tribune Entertainment – dem bisherigen Vermarkter – im Jahr 2007, wurde die Zukunft der Sendung unsicher und Cornelius schloss daraufhin einen Vertrag mit Trifecta Entertainment & Media zur Vermarktung ab.

### Revival
Als die Produktionsfirma von Cornelius noch die Rechte besaß, achtete man darauf, dass Auftritte und Interviews nicht auf Video-Sites wie YouTube erschienen, Cornelius achtete auch auf nicht autorisierten Verkauf von VHS- oder DVD-Mitschnitten der Sendungen.
Im Mai 2008 verkaufte Cornelius die Rechte an dem Soul Train-Archiv an MadVision Entertainment, dessen wichtigste Partner aus dem Unterhaltungs- und Verlagswesen kamen. Der Preis und die Konditionen des Geschäfts wurden nicht veröffentlicht. Zum Start der Saison 2008/2009 wurde das Programm von den zur Tribune Broadcasting gehörenden Stationen eingestellt und viele andere folgten. Auf der offiziellen Website von Soul Train erschien ein Hinweis, dass die Sendung zum 22. September 2008 eingestellt wurde.
Nach dem Kauf durch MadVision, wurden die Archive durch neue Vertriebsformen ausgewertet: Im April 2009 startete MadVision einen Soul Train Channel auf YouTube. Drei Monate später schloss die Firma ein Lizenzabkommen mit Time Life zum Vertrieb eines Soul-Train-DVD-Sets. MadVision kam im November 2009 mit Black Entertainment Television überein, die Soul Train Music Awards für BET’s neuen Spin off Channel Centric wieder zu veranstalten, in der Hoffnung Soul Train wiederbeleben zu können.
MadVision verkaufte die Rechte an Soul Train im Jahr 2011 an ein Konsortium um den Basketballer Magic Johnson. Die Gruppe plant für ein potenzielles Filmprojekt, das Johnson vor dem Verkauf erwähnt hatte, sowie Bühnenshows und Kreuzfahrten. Als Teil der Kampagne sendete Johnsons TV-Kanal Aspire ebenfalls Wiederholungen der Serie.

### Einfluss
Einige Kommentatoren nannten Soul Train ein „schwarzes American Bandstand“, eine andere legendäre Show, mit der Soul Train einige Gemeinsamkeiten hat. Cornelius sträubte sich allerdings gegen diesen Vergleich.
Dick Clark, Moderator und Produzent von American Bandstand startete im Jahr 1973 Soul Unlimited, das wegen seiner betonten Anbiederung an Schwarze umstritten war, um direkt mit Soul Train zu konkurrieren. Mit der Unterstützung von Jesse Jackson beschuldigte Cornelius Clark öffentlich die einzige, einem Schwarzen gehörende TV-Show zu untergraben. ABC stellte deshalb die Show nach einigen Sendungen wieder ein. Clark willigte später ein, gemeinsam mit Cornelius an einer Reihe von sendereigenen Features über Rhythm-and-Blues- und Soul-Künstler zu arbeiten.
Cornelius hatte einen relativ konservativen Musikgeschmack und war anerkanntermaßen kein Fan des neu entstehenden Hip-Hops und war der Meinung, dass diese Musikrichtung keinen positiven Einfluss auf die afroamerikanische Kultur hätte (eines seiner erklärten Ziele für die Show). Obwohl Cornelius während der 1980er Jahre häufig Rapper auftreten ließ, gab er öffentlich zu (dies sagte er Künstlern wie Kurtis Blow ins Gesicht), dass Rap ein Genre war, das er nicht verstand. Als sich Rap immer weiter zu Hardcore-Rap entwickelte, erklärte Cornelius, dass ihn die Eskapaden von Gruppen wie Public Enemy sehr erschreckten. Rosie Perez bestätigte in der Dokumentation von 2010 Soul Train: The Hippest Trip in America, dass Cornelius auch keine sexuell anzüglichen „East-Cost“-Tanzbewegungen der Tänzer in seiner Show mochte. Cornelius hatte nur deshalb Rapper in der Show, weil das Genre beim afroamerikanischen Publikum immer populärer wurde, jedoch entfremdete dies das wohlhabende afroamerikanische Publikum mittleren Alters, also Leute wie ihn. Diese Trennung führte schließlich zu Cornelius’ Rücktritt als Moderator 1993, wodurch die Show ihren Einfluss verlor.

### Ziele
Don Cornelius war einer der ersten Afroamerikaner, die ihre eigene TV-Show produzierten. Die Produktionsfirma befand sich vollständig im Besitz und wurde ausschließlich von Schwarzen betrieben. Sie erfüllte damit die Ziele der afroamerikanischen Bürgerrechtsbewegung.
In den 1960er Jahren waren Afroamerikaner in den Medien nur sehr selten präsent. Cornelius versuchte deshalb ihre Kreativität durch ein großes öffentliches Programm zu fördern. Er lud dazu berühmte Afroamerikaner wie Jesse Jackson, den Filmemacher Melvin Van Peebles, die Schauspielerin Cicely Tyson oder den Komiker Richard Pryor ein. Der Produzent hatte das Ziel, den damaligen Musikprogrammen etwas Gleichwertiges entgegenzusetzen und damit das schwarze Publikum anzusprechen und hoffte, farbige Künstler, die zu anderen TV-Shows nicht eingeladen wurden, zu Popularität zu verhelfen.

## Programmelemente
Im Programm selbst gab es zwei beständige Komponenten. Die erste war das Soul Train Scramble Board, bei dem zwei Tänzer 60 Sekunden Zeit hatten, die auf einer Magnettafel befindlichen Buchstaben zu entwirren, sodass sie den Namen eines Show-Mitwirkenden oder einer berühmten Persönlichkeit der afroamerikanischen Geschichte ergaben. Nachdem er die Verdienste der gesuchten Person beschrieb, beendete der Showmaster die Beschreibung “…whose name you should know” (‚dessen Name ihr kennen solltet‘). Nach dem Ende der Serie gab Cornelius öffentlich zu, dass das Spiel so gemacht war, dass jeder gewinnen konnte, um Peinlichkeiten für die Show oder generell Afroamerikaner zu vermeiden.

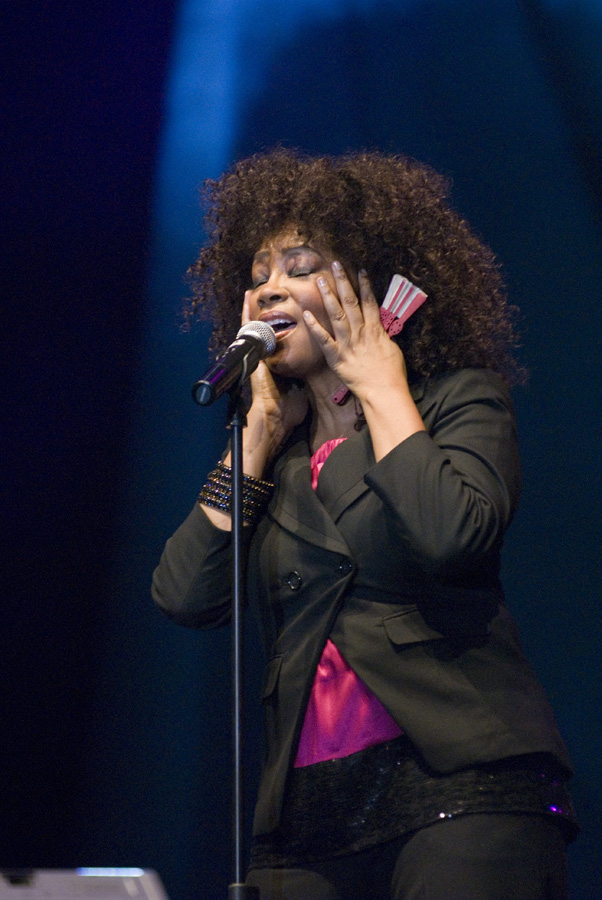
Jody Watley 2008.

1971 führte die Produktionsfirma ein Casting für Tänzer auf. Diese darauf gebildete Gruppe nannte sich die Soul Train Gang, in die man nur durch persönliche Empfehlung eines anderen Mitglieds aufgenommen wurde. Während der 1980er Jahre nannten sie sich the Soul Train Dancers, die regelmäßig in Video-Clips erschienen. Mehrere Mitglieder der Gang hatten später eine Karriere als professionelle Tänzer oder Choreografen und wurden bei Film und Fernsehen beschäftigt. Zwei ehemalige Tänzer, Jody Watley und Jeffrey Daniel, waren jahrelang als Mitglieder der R&B Gruppe Shalamar erfolgreich, nachdem sie 1978 vom Soul Train talent booker/record promoter Dick Griffey und Cornelius ausgewählt wurden um die ursprünglichen session singers zu ersetzen.
Außerdem gab es die legendäre Soul Train Line, bei der alle Tänzer sich in zwei Reihen aufstellten, sodass die Tänzer dazwischen nacheinander auftreten konnten. Ursprünglich war dies ein Paar, mit einem Mann auf der einen Seite und einer Frau auf der anderen. Später hatten Männer und Frauen ihre eigene individuelle Aufstellung. Manchmal wurden neue Tanzstile oder Bewegungen durch besondere Tänzer vorgeführt. Darüber hinaus gab es eine spezielle Studiogruppe von Tänzern, die zur aufgeführten Musik tanzten. Rosie Perez, Damita Jo Freeman, Darnell Williams, Carmen Electra, Nick Cannon, MC Hammer, Jermaine Stewart, Heather Hunter, Fred „Rerun“ Berry, Laurieann Gibson, Pebbles, und NFL-Legende Walter Payton gehörten zu denen, die mit bemerkenswerten Auftritten über die Jahre im Programm waren.
Jeder Gast trat üblicherweise zweimal in jeder Show auf. Nach dem ersten Auftritt gab es auf der Bühne ein kurzes Interview mit dem Gastgeber. Die Show war auch für zwei populäre Schlagworte bekannt, sie nannte sich der „hippest trip in America“ am Anfang der Show und beendete das Programm mit „…and as always in parting, we wish you love, peace…and SOUL!“ (.., und wie immer zum Abschied, wünschen wir euch love, peace…und SOUL!)

## Spin-offs
Die Soul Train Music Awards ehren seit 1987 die besten Leistungen in Rhythm and Blues, Hip-Hop und Gospel speziell für afroamerikanische Musik und Entertainment. In früheren Jahren wurden auch Preise für Jazz vergeben.
Soul Train produzierte 1993 auch die kurzlebigen Soul Train Comedy Awards, die noch im gleichen Jahr abgesetzt wurden.
Soul Train produzierte später zwei jährliche Veranstaltungen: The Soul Train Lady of Soul Awards, zum ersten Mal 1995 ausgestrahlt, feierte die besten Leistungen weiblicher Künstler und das Soul Train Christmas Starfest, ab 1998, bei der es um Weihnachtsmusik verschiedener Rhythm and Blues und Gospel-Künstler ging.
Die Lady of Soul Awards und das Christmas Starfest wurden zuletzt 2005 gesendet. Im April 2008, gab Don Cornelius bekannt, dass die diesjährige Soul Train Music Awards Feier ausfallen würde. Cornelius führte den Streik der Autoren in Hollywood als einen der Gründe an, aber der wahre Grund war wohl die ungewisse Zukunft von Soul Train. Cornelius kündigte außerdem an, dass ein Film über Soul Train in Entwicklung sei. Allerdings hatten die folgenden Besitzer des Franchises andere Pläne für das Programm, wozu auch eine Neuauflage der Soul Train Music Awards ab 2009 gehörte.

## Crossover
In der Serie Der Prinz von Bel-Air mit Will Smith taucht Soul Train in der 5. Staffel in Folge 8 auf. Der Titel der Folge lautet im englischen Original: Sooooooooul Train, in der deutschen Fassung: Der mit der Braut tanzt.
In einem Rückblick wird gezeigt, wie Philip Ezekiel Banks seiner künftigen Frau Vivian Smith in der Sendung ihren Heiratsantrag mit Hilfe des Soul Train Scramble Board macht. Phil und Vivian werden dann zur 25-Jahr-Feier der Sendung eingeladen. Vivian ist völlig begeistert von der Einladung, aber Phil hat Hemmungen, sich vor der Kamera zu produzieren und will deshalb nicht hingehen. Darüber gerät das Ehepaar so in Streit, dass die entnervte Vivian wütend beschließt, Will mit zu der Feier zu nehmen. Beide Sendungen werden von Don Cornelius moderiert. Im Abschluss der Folge werden auch die bekannten Elemente, wie die Soul Train Line oder der abschließende Satz: „…and as always in parting, we wish you love, peace…and SOUL!“ 1:1 übernommen.